# Kim Yun-ji
Kim Yun-ji (koreanisch 김윤지; * 1. Juni 1989) ist eine südkoreanische Fußballspielerin.

## Karriere

### Verein
Kim Yun-ji wechselte zur Saison 2014 von den Incheon Hyundai Steel Red Angels zum Suwon FC.

### Nationalmannschaft
Ihre erste bekannte Nominierung für die südkoreanische A-Nationalmannschaft erhielt sie bei der Ostasienmeisterschaft 2022. Dort wurde sie einmal eingesetzt und auch beim Arnold Clark Cup 2023 war sie dabei.
Am 5. Juli 2023 wurde sie für den finalen Kader bei der Weltmeisterschaft 2023 nominiert.